# Diócesis de Carora
La diócesis de Carora (en latín: Dioecesis Carorensis) es una circunscripción eclesiástica de la Iglesia católica en Venezuela. Se trata de una diócesis latina, sufragánea de la arquidiócesis de Barquisimeto. Desde el 30 de marzo de 2021 su obispo es Carlos Enrique Curiel Herrera, de los Pobres Clérigos Regulares de la Madre de Dios de las Escuelas Pías.

## Territorio y organización
La diócesis tiene 11 708 km² y extiende su jurisdicción sobre los fieles católicos de rito latino residentes en 3 municipios del estado Lara: Morán, Torres y Urdaneta.
La sede de la diócesis se encuentra en la ciudad de Carora, en donde se halla la Catedral de San Juan Bautista.
En 2021 en la diócesis existían 30 parroquias, 9 dentro de la ciudad y el resto repartidas en las poblaciones de los municipios Torres y Urdaneta.

## Historia
La diócesis fue erigida el 25 de julio de 1992 mediante la bula Certiori christifidelium del papa Juan Pablo II, obteniendo el territorio de la arquidiócesis de Barquisimeto. Su primer obispo fue Eduardo Herrera Riera y su segundo obispo fue Ulises Antonio Gutiérrez Reyes. 
El 23 de julio del 2013, al inicio de la Jornada Mundial de la Juventud celebrada en Río de Janeiro, el papa Francisco publicó el nombramiento de tercer obispo de Carora en la persona de Luis Armando Tineo Rivera. En septiembre de 2019 el mismo papa Francisco nombró como administrador apostólico sede plena de la diócesis de Carora a Ubaldo Ramón Santana Sequera, arzobispo emérito de Maracaibo, por ausencia temporal del titular de Carora. Desde 2021, el Papa Francisco nombra a Carlos Enrique Curiel Herrera Sch. P. Como cuarto obispo de a diócesis.

## Estadísticas
Según el Anuario Pontificio 2022 la diócesis tenía a fines de 2021 un total de 323 840 fieles bautizados.
| Año                                                                             | Población            | Población | Población      | Sacerdotes | Sacerdotes    | Sacerdotes    | Bautizados por sacerdote | Diáconos permanentes | Religiosos | Religiosos | Parroquias |
| Año                                                                             | Bautizados católicos | Total     | % de católicos | Total      | Clero secular | Clero regular | Bautizados por sacerdote | Diáconos permanentes | Varones    | Mujeres    | Parroquias |
| ------------------------------------------------------------------------------- | -------------------- | --------- | -------------- | ---------- | ------------- | ------------- | ------------------------ | -------------------- | ---------- | ---------- | ---------- |
| 1999                                                                            | 230 000              | 237 235   | 97.0           | 24         | 22            | 2             | 9583                     | 2                    | 3          | 37         | 24         |
| 2000                                                                            | 225 372              | 237 234   | 95.0           | 25         | 22            | 3             | 9014                     | 2                    | 4          | 35         | 22         |
| 2001                                                                            | 231 006              | 244 351   | 94.5           | 25         | 22            | 3             | 9240                     | 2                    | 4          | 38         | 22         |
| 2002                                                                            | 237 956              | 251 681   | 94.5           | 28         | 25            | 3             | 8498                     | 2                    | 5          | 35         | 24         |
| 2003                                                                            | 243 904              | 257 973   | 94.5           | 30         | 26            | 4             | 8130                     | 2                    | 6          | 36         | 25         |
| 2004                                                                            | 251 221              | 265 712   | 94.5           | 29         | 26            | 3             | 8662                     | 2                    | 5          | 34         | 25         |
| 2006                                                                            | 259 533              | 274 504   | 94.5           | 31         | 28            | 3             | 8372                     | 2                    | 5          | 36         | 25         |
| 2013                                                                            | 292 000              | 303 000   | 96.4           | 38         | 35            | 3             | 7684                     | 2                    | 6          | 36         | 26         |
| 2016                                                                            | 304 112              | 315 263   | 96.5           | 40         | 35            | 5             | 7602                     | 2                    | 5          | 26         | 27         |
| 2019                                                                            | 316 000              | 327 700   | 96.4           | 34         | 30            | 4             | 9294                     | 1                    | 4          | 24         | 56         |
| 2021                                                                            | 323 840              | 335 760   | 96.4           | 35         | 33            | 2             | 9252                     | 1                    | 2          | 21         | 30         |
| Fuente: Catholic-Hierarchy, que a su vez toma los datos del Anuario Pontificio. |                      |           |                |            |               |               |                          |                      |            |            |            |

## Episcopologio
| Nombres y apellidos                                            | Período como obispo de Carora | Destino                                                             |
| -------------------------------------------------------------- | --- | ------------------------------------------------------------------- |
| Eduardo Herrera Riera †                                        | Desde el 5 de julio de 1992 Hasta el 5 de diciembre de 2003 | Retirado (obispo emérito de Carora) Murió el 27 de octubre de 2012. |
| Ulises Antonio Gutiérrez Reyes, O. de M.                       | Desde el 5 de diciembre de 2003 Hasta el 27 de agosto de 2011 | Nombrado arzobispo de Ciudad Bolívar.                               |
| Presbítero Alberto Álvarez Gutiérrez (administrador diocesano) | Desde el 5 de noviembre de 2011 Hasta el 14 de septiembre de 2013 | Vicario general de la diócesis                                      |
| Luis Armando Tineo Rivera                                      | Desde el 23 de julio de 2013 Hasta el 23 de junio de 2020 | Renunció                                                            |
| Ubaldo Ramón Santana Sequera, F.M.I.                           | Desde el 29 de agosto de 2019 hasta el 23 de junio de 2020 (administrador apostólico sede plena) Desde el 23 de junio de 2020 hasta el 22 de mayo de 2021 (administrador apostólico sede vacante) | Renunció                                                            |
| Carlos Enrique Curiel Herrera, Sch. P.                         | Desde el 30 de marzo de 2021 |                                                                     |